# Jean Dolent
De son vrai nom Charles-Antoine Fournier, Jean Dolent est un écrivain et critique d’art né le 5 juin 1835 et mort le 31 août 1909 à Paris.

## Biographie
Issu d'une famille commerçante  de Paris, ,il entre comme apprenti dans la maison d’un fabricant de dessins pour châles.  Il suit, le soir des cours de dessin. Grâce à un oncle il complète sa formation, fréquente les musées et manifeste un intérêt pour le journalisme.  Il débuta au journal satirique Le Gaulois, puis collabora au Temps et à  La Revue contemporaine.
Vivant à Belleville, à la Villa Ottoz, aujourd'hui démolie, ami des meilleurs artistes de son temps, admiré par ses pairs, Jean Dolent est l'auteur d'une œuvre confidentielle mais importante. Il y tenait un salon artistique et y recevait les défenseurs du symbolisme, et ses nombreux amis parmi lesquels : Paul Gauguin, Auguste Rodin, le peintre Eugène Carrière qui y venait en famille ; Gustave Geffroy, Roger Marx, Gustave Kahn, Julien Leclercq, Jean-Paul Dubray.
Dans sa collection d'œuvres d'art, il possédait notamment le Portrait de Verlaine peint par Eugène Carrière,.

## Hommage
Une rue de Paris porte son nom depuis 1925. Il a fait l'objet d'une thèse publiée aux Presses Universitaires de Rennes en 2010.

## Œuvre
- Une volée de merles, E. Dentu (1862)
- Le roman de la chair (100 dessins par Hadol), F. Cournol (1866)
- Merci prologue d'ouverture [dit au théâtre de Belleville le 12 octobre 1868], [imp. Wittersheim], (1868)
- Avant le déluge, Cournol (1871)
- L'insoumis (eau-forte par Eugène Millet), Cournol (1871)
- Petit manuel d'art à l'usage des ignorants. La peinture. La sculpture, A. Lemerre (1874)
- Le livre d'art des femmes : peinture, sculpture (eau-forte par Ribot), A. Lemerre (1877)
- La Parade des joueurs, A. Lemerre (1883)
- La Parade de la dette, [impr. de Bellenand], (1885)
- Amoureux d'art, A. Lemerre (1888)
- Monstres, A. Lemerre (1896)
- Façons d'exprimer, Maison des poètes (1900)
- Maître de sa joie, A. Lemerre (1902)
- Le Cyclone. Crevés ! éraflés ! sauvés ! le déjeuner du cyclone ; au retour, Maison des poètes (1907)

### Iconographie
- Eugène Carrière, Portrait de Jean Dolent et de sa fille, dans la Villa de Belleville, 1888, hst, signé et daté en haut à droite.
- Eugène Carrière, Jean Dolent, [1898], lithographie, bibliothèque de l'INHA, cote de l'original : EM Carrière 02. En ligne sur la bibliothèque numérique de l'INHA.